# 梅曉拉國家公園 (弗拉基米爾州)

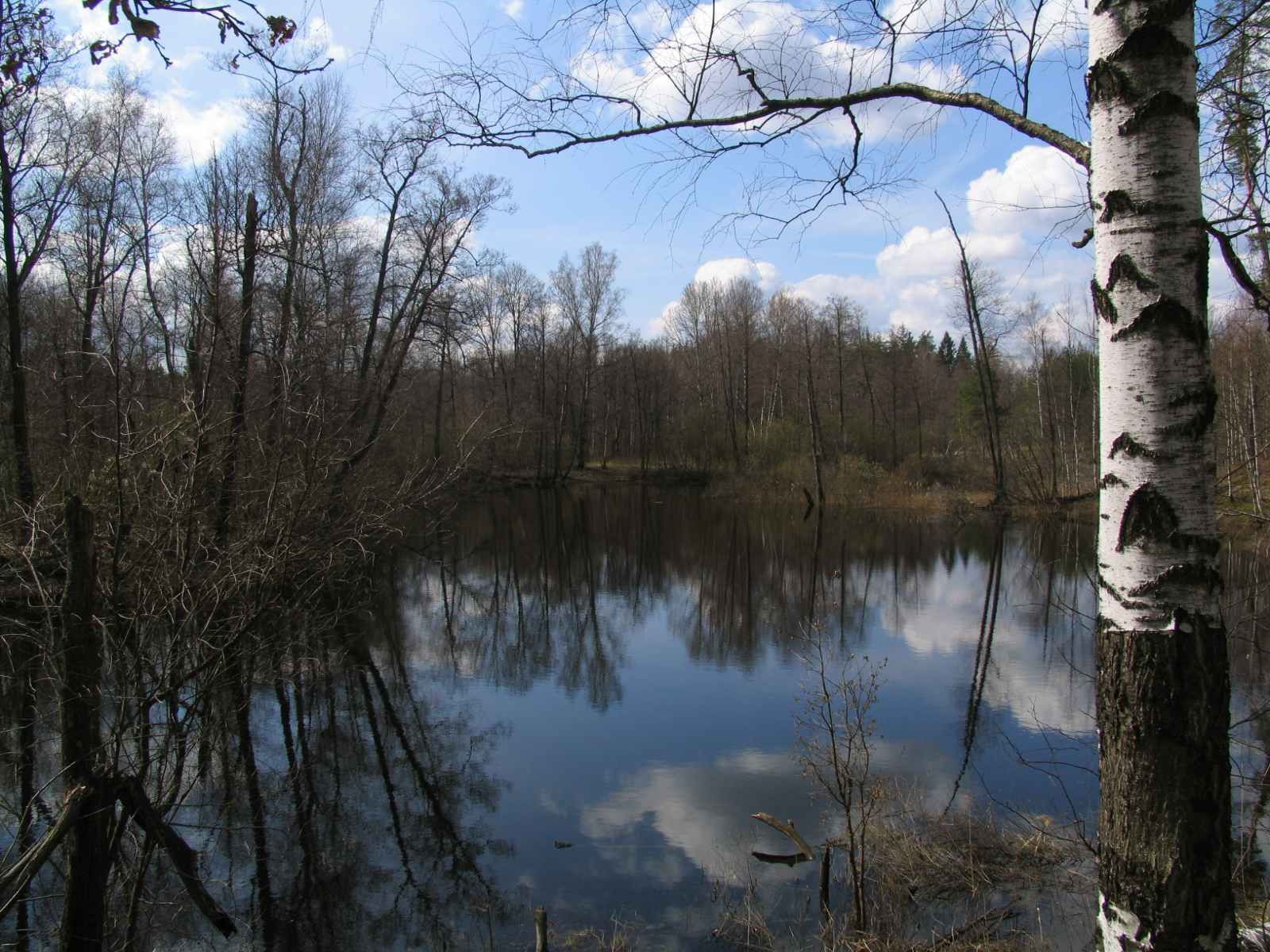

55°34′N 40°15′E / 55.567°N 40.250°E
梅曉拉國家公園（俄语：Национальный парк «Мещёра»）是俄羅斯的國家公園，位於該國西部伏拉迪米爾州，成立於1992年4月9日，面積1,189平方公里，有26種魚類、10種兩棲類、208種鳥類棲息。